# Rameswaram (ort i Indien)
Rameswaram (malayalam: രാമേശ്വരം, teluga: రామేశ్వరము, hindi: रामेश्वरम शहर, tamil: இராமேசுவரம், gujarati: રામેશ્વરમ, nepalesiska: रामेश्वरम तीर्थ, oriya: ରାମନାଥସ୍ଵାମୀ ମନ୍ଦିର) är en ort i Indien.   Den ligger i distriktet Virudhunagar och delstaten Tamil Nadu, i den södra delen av landet, 2 200 km söder om huvudstaden New Delhi. Rameswaram ligger 10 meter över havet och antalet invånare är 39 960. Den ligger på ön Pāmban Island.
Terrängen runt Rameswaram är mycket platt. Havet är nära Rameswaram åt nordost.  Rameswaram är det största samhället i trakten. 